# Löf
Löf település Németországban, Rajna-vidék-Pfalz tartományban. Lakosainak száma 1467 fő (2023. december 31.).

## Népesség
A település népességének változása:
| Lakosok száma | 1523 | 1491 | 1453 | 1470 | 1467 |
|               | 2017 | 2019 | 2021 | 2022 | 2023 |